# شرايين المعدة القصيرة
تتكون شرايين المعدة القصيرة من خمس إلى سبع فروع تنشأ من الشريان الطحالي. يمر شريان المعدة من اليسار إلى اليمين تحت الرباط المعدي الطحالي ليغذي المنحنى الكبير للمعدة، ثم يتشابك مع الشريان المعدي الأيسر والشريان المعدي الثربي الأيسر.
وعلى عكس الشريان المعدي الثربي الأيسر و الشريان المعدي الأيسر والأيمن، تتمتع الشرايين المعدية القصيرة بتشابك دموي فقير في حالة انسداد الشريان الطحالي

إمدادات الدم للمعدة الشريان المعدي الأيسر والشريان المعدي الأيمن وشرايين المعدة القصيرة والشريان المعدي الثربي الأيمن.